# Aluminij Mostar
Aluminij d.d. Mostar je dioničko društvo za proizvodnju primarnoga aluminija i aluminijskih legura, sa sjedištem u Mostaru. Zapošljava oko 340 djelatnika. Službena je mrežna stranica Aluminija na adresi www.aluminij.ba  Arhivirana inačica izvorne stranice od 22. travnja 2016. (Wayback Machine).

## Postrojenja
Aluminij ima tri glavna postrojenja (tvornice): Anode, Elektrolizu (s ukupno 256 elektrolitičkih ćelija) i Ljevaonicu. Tvornica ima kapacitet za proizvodnju 130.000 tona primarnoga aluminija i dodatnih 70.000 tona koje dobiju pretapanjem aluminijeva otpada, uz njegovo dopunsko oplemenjivanje.

## Sastav dioničara
Vlasnička struktura Aluminija d.d. Mostar glasi: 44% vlasničkoga udjela Vlada Federacije BiH, 44% mali dioničari i 12% Vlada Republike Hrvatske.

## Proizvodi
Aluminij d.d. Mostar proizvodi:
- anode[3]
- aluminijske trupce[4]
- aluminijske blokove[5]
- male ingote[6]
- aluminijsku žicu.[7]

## Povijest
Povijest mostarskog Aluminija otpočinje već prvim godinama 20. stoljeća, pronalaskom boksitne rude u Hercegovini, kada se kreće s njezinim iskopavanjem. Godine 1945. organizirano je poduzeće za istraživanje, iskopavanje i prijevoz boksita, naziva Boksitni rudnici Mostar, u kojemu su priređivane prve studije za opravdanost izgradnje tvornice aluminija u BiH. Poduzeće Boksitni rudnici Mostar pripojeno je 1969. godine tvrtki Energoinvest Sarajevo kojoj tadašnja republička vlada povjerava zadaću razvitka aluminijske proizvodnje. Na osnovu suradnje domaćega Energoinvesta i francuske tvrtke Pechiney, 1975. godine otpočinje redovita proizvodnja u novoosnovanoj Tvornici glinice u Mostaru.
Spajanjem Tvornice glinice i Rudnika boksita, 1977. godine ustrojeno je novo poduzeće, nazvano Aluminij Mostar u koje, nakon puštanja u redovitu proizvodnju 1981. godine, ulazi i Tvornica aluminija. U razdoblju od 1981. do 1990. godine uslijedile su brojne političke odluke koje su se odrazile i na gospodarstvo, pa je Aluminij mijenjao naziv više puta i djelovao u različnim organizacijskim okvirima kako bi, nakon 1990. godine, bio izdvojen iz Energoinvesta i dobio ustaljeno i prepoznatljivo ime Aluminij Mostar. Otad izrasta u nositelja razvitka aluminijske proizvodnje u Bosni i Hercegovini, ali i u okosnicu ukupnoga života hercegovačkoga, bosanskoga, dijelom i dalmatinskoga podneblja.
Stasavši u gospodarskoga diva, zastrašujućom i nepravednom ironijom sudbine, Aluminij nestaje u plamenu Domovinskoga rata 1992. godine. Razaranja ga nisu zaobišla. Tijekom općega napada na Mostar, srpsko-crnogorski su agresori porušili gotovo sva zdanja i u Aluminiju. Hrvatsko vijeće obrane HR Herceg-Bosne oslobađa Aluminij 12. lipnja 1992. godine, u sklopu vojno-redarstvene akcije Lipanjske zore. Zatečen je u razvalinama i u pepelu. Ratna je šteta dosegnula 140 milijuna eura.
Nakon završetka rata, oni Aluminijevi djelatnici koji su ostali uz svoje poduzeće i u vihoru razaranja, nadljudskim su se snagama borili spriječiti daljnje uništavanje i propadanje onoga što se spasiti moglo. Nakon mukotrpna rada na popravku postrojenja, u prvom redu zahvaljujući sredstvima od devet milijuna američkih dolara koje je u Aluminij uložila Republika Hrvatska, povijesnoga 15. ožujka 1997. godine pušten je u rad pogon Anode. Potom je, 14. kolovoza 1997. godine, nakon petogodišnjega mirovanja, upaljena i prva elektrolitička ćelija u Elektrolizi. Tijekom rujna i listopada 1997. godine u pogon su puštene 64 elektrolitičke ćelije, do kraja svibnja 1998. proradila je polovica ćelija, a puni kapacitet odnosno svih 256 elektrolitičkih ćelija, radilo je već u mjesecu studenomu 1999. godine.
Aluminij, stoga, svoj dan obilježava 15. ožujka.
Nekoliko minuta nakon ponoći 9. srpnja, 2019. Aluminiju je zbog nagomilanih dugovanja i nemogućnosti pronalaženja novog dobavljača električne energije, isključen dotok struje.
Naglo isključenje s elektro mreže je bilo pogubno za Elektrolizu, a procjena štete tek slijedi.